# Galàxia cD

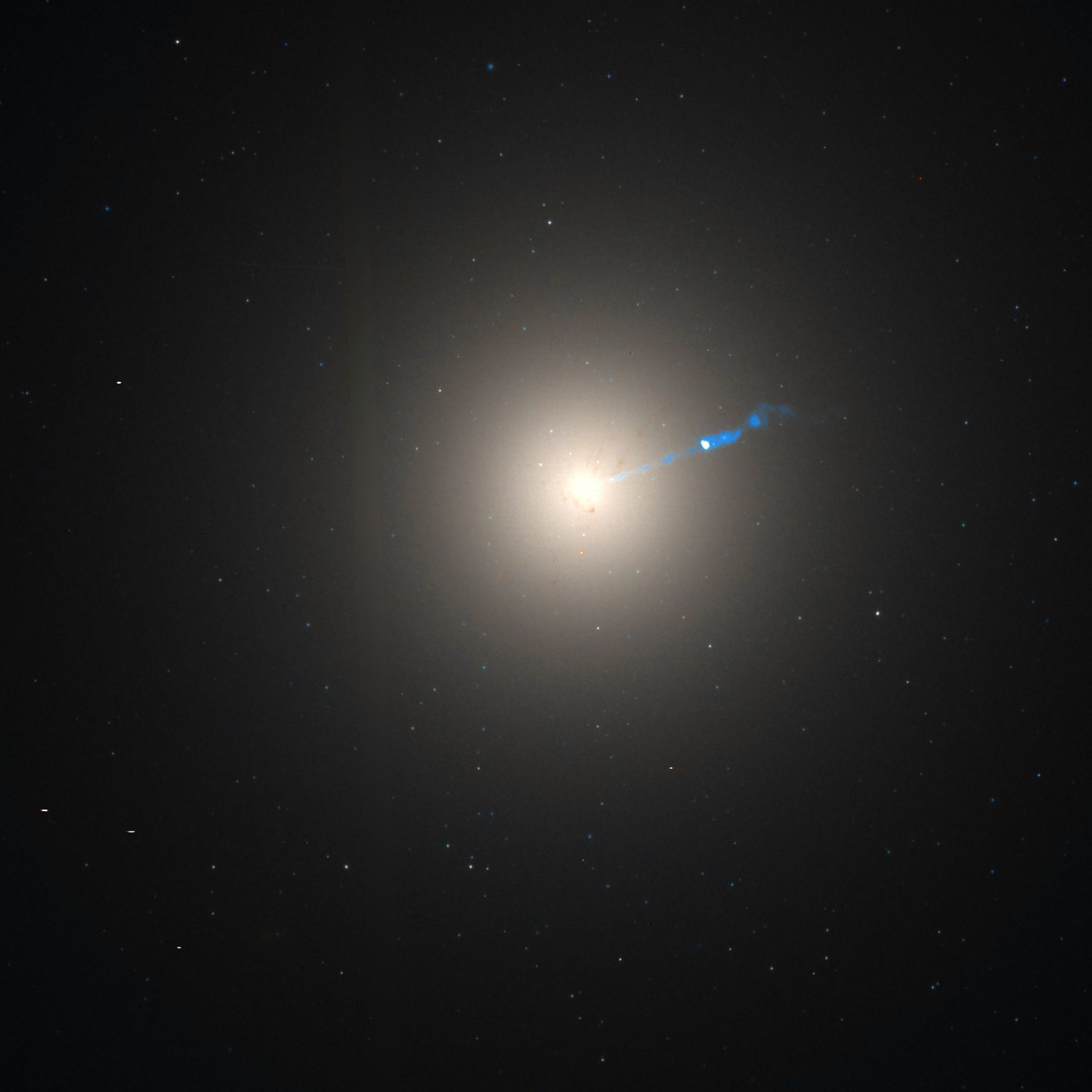
La galàxia el·líptica gegant M87, al centre del Cúmul de la Verge, és classificada com a galàxia cD.

Una galàxia cD (també galàxia de tipus cD) és un tipus de galàxia el·líptica caracteritzada pel seu gran halo d'estrelles. que de vegades es troben al centre de cúmuls de galàxies. Són també conegudes com a galàxies el·líptiques supergegants o Galàxies centrals dominants.

## Galàxies cD
El tipus cD és una classificació existent en l'esquema de classificació de galàxies de Yerkes, i és una de les dues classificacions de Yerkes encara en ús avui, juntament amb el tipus D. La "c" a "cD" indica que són galàxies molt grans, és a dir supergegants, mentre que la "D" indica que aquestes galàxies tenen un aspecte difús. "cD" també és usat en anglès com acrònim de central Dominant galaxy (galàxia central dominant)., i són considerades les galàxies conegudes més grans.
Les galàxies cD són similars a les galàxies lenticulars (S0) o a les galàxies el·líptiques (E#), però molt més grans, amb radis de fins a un milió d'anys llum o fins i tot més. El seu aspecte és el d'una galàxia el·líptica envoltada per un embolcall de baixa lluentor superficial. Es va descobrir el 27 d'octubre de 1990. Avui es pensa que són el resultat de col·lisions entre galàxies. Com a prova d'això, algunes tenen diversos nuclis.
Les galàxies cD són un dels tipus que sovint es troben com les galàxies més brillants d'un cúmul de galàxies. A causa que bastants grups de galàxies fòssils (grups de galàxies consistents en una única galàxia gegant envoltada per un halo de gas calent detectable gràcies a la seva emissió de raigs X i sense galàxies brillants a prop) són similars a galàxies cD, s'ha suggerit que una galàxia cD resulta de la creació d'aquest tipus de grup de galàxies, i posteriorment a la formació d'un nou cúmul de galàxies al voltant del grup fòssil. No obstant això, les galàxies cD mai són trobades aïllades a l'espai. S'estima que un 20% de les galàxies més brillants del cúmul són cDs.

## Creixement
Es creu que les galàxies cD neixen a conseqüència de la caiguda en espiral cap al centre de les galàxies existents en un cúmul de galàxies, i la seva fusió allí, quelcom proposat per primera vegada per Herbert J. Rood el 1965. Aquest procés explica l'enorme grandària i lluminositat de les galàxies cD. Les restes de galàxies menors absorbides poden trobar-se com estructures de gas i pols en l'halo de la galàxia més gran, el qual pot tenir un diàmetre com ja s'ha explicat de fins a milions d'anys llum.

### Fricció dinàmica
Es creu que la fricció dinàmica exerceix un important paper a l'hora de la formació de galàxies cD en cúmuls de galàxies. Aquest procés comença quan una galàxia gran es mou a través d'un cúmul de galàxies, atraient després d'ella a galàxies menors i a matèria fosca, la qual cosa segueix a la galàxia més gran atraient a aquesta amb la seva força de gravetat i desaccelerant-la fins a fer que, a causa de la pèrdua d'energia cinètica, la galàxia gran comenci a caure en espiral cap al centre dinàmic del cúmul, on les seves estrelles, gas, pols, i matèria fosca i les de les galàxies menors que l'han seguit s'uniran amb les d'altres galàxies que han patit abans la mateixa destinació. El resultat net és la formació d'una galàxia amb un halo molt gran i difús. Les restes de les galàxies fusionades o en procés de fusió es poden veure com altres nuclis en la galàxia cD.
A més d'aquest procés, un altre que contribueix al seu creixement en alguns casos la caiguda de gas cap a ella en la forma de fluxos de refredament, gas que en acumular-se a la regió central de la galàxia cD es comprimeix provocant el naixement d'estelles

## Cúmuls cD
Les galàxies cD són usades per definir cúmuls de galàxies; un cúmul de galàxies amb una galàxia cD al seu centre és denominat "cúmul cD", o "Cúmul de galàxia de tipus cD", o "Cúmul de galàxies de tipus cD".

## Exemples de galàxies cD
- NGC 1275[28]
- NGC 6166[29]
- IC 1101, la galàxia més gran coneguda (diàmetre de 6 milions d'anys llum)[30][31][32]
- Messier 87, la galàxia central del Cúmul de la Verge.
- NGC 1399 en el Cúmul de Fornax
- NGC 4889, la galàxia més brillant del Cúmul de Coma